# Chrzanowo (Szelków)
Pour les articles homonymes, voir Chrzanowo.
Chrzanowo (prononciation : [xʂaˈnɔvɔ]) est un village polonais de la gmina de Szelków dans le powiat de Maków de la voïvodie de Mazovie dans le centre-est de la Pologne.
Il se situe à environ 11 kilomètres à l'ouest de Szelków (siège de la gmina), 5 kilomètres au sud-ouest de Maków Mazowiecki (siège du powiat) et à 69 kilomètres au nord de Varsovie (capitale de la Pologne).

## Histoire
De 1975 à 1998, le village appartenait administrativement à la voïvodie d'Ostrołęka.